# Gimnasia de mantenimiento
Es el ejercicio mínimo que toda persona debe realizar para mantenerse sana.

El sedentarismo no es saludable. Si no realizamos nada de actividad física aumenta el riesgo de padecer entre otras dolencias: enfermedades cardiovasculares (infarto), osteoarticulares (artrosis, osteoporosis), metabólicas (sobrepeso y obesidad).
Con la gimnasia de mantenimiento tratamos de conservar el cuerpo en forma, en todos sus aspectos.
El objetivo es mantener una constitución flexible, ágil, potente, con una educación postural correcta, conociendo y pudiendo controlar el trabajo realizado por el cuerpo.
- Datos: Q5879839